# Thomas Prautsch
Thomas Prautsch (* 1965 in Frankfurt am Main) ist ein deutscher Maler.

## Leben und Werk
Prautsch studierte in Münster bei Ludmilla von Arseniew und Timm Ulrichs. Seit 1996 ist er Mitglied im Westdeutschen Künstlerbundes. 1999 schloss er sein Studium als Meisterschüler mit dem Akademiebrief ab.

„Thomas Prautsch malt, als wimmle unser Jahrhundert nicht von letzten Bildern, als wäre die Malerei nie ins Krisengerede geraten und die Wirklichkeit nicht längst zu einem "zerbrochenen Spiegel" (Paul Virilio) zersplittert.“

Thomas Prautsch malt pastose Ölbilder. Die Motive Stadtlandschaft, Treppe, Feuer und Steinstrukturen werden von ihm auf zahlreichen Leinwänden neu aufgegriffen.

„Was in Erdzeitaltern sich den Gesteinen einschrieb, bringt Thomas Prautsch im Handumdrehen eines kurzen Malprozesses aufs Papier, zum Verwechseln ähnlich und doch ganz anders. So gelingt ein Brückenschlag über die Zeiten, eine Harmonie "parallel zur Natur", wie Cézanne sie als Ziel der Künste sah; das Natürliche ist im Künstlich-Künstlerischen wohl aufgehoben. Und Prautsch löst darüber hinaus auch im Stofflichen ein, was Kleist an "Empfindungen vor Friedrichs Seelandschaft" (1810) äußerte: "Ja, wenn man diese Landschaft mit ihrer eignen Kreide und ihrem eigenen Wasser malte (...)"“

Die Stadtansichten beziehen sich auf Orte in seiner persönlichen Umgebung, wie Paris, Köln oder Münster-Coerde. Als Impuls für seine Malerei dienen ihm digital gespeicherte Quellen. Prautsch ist kein Freilichtmaler.

„Der Maler Prautsch zeigt uns Perspektiven, die niemals klassisch plein air mit Feldstaffelei entstanden sein könnten. Nicht Bildquelle, sondern besser Vorwand, diese sich selbst auslotende Malerei zu betreiben, sind im Internet abgelegte Satellitenfotos. Ebenso nutzt Prautsch den Film als digitales Skizzenbuch für die Bilder der Feuerserie, da schlecht vorstellbar scheint, dass der Maler unbehelligt von Einsatzkommandos in unmittelbarer Nähe eines Großbrandherdes, inmitten entzündlich schimmernder Lachen, in sengender Hitze seelenruhig und inspiriert eine Feldstaffelei installiert. Feuer, eine äußert flüchtige, fast immaterielle, luzide Erscheinung mit Hilfe opaker Ölmalerei darstellen zu wollen, ist in technischer Hinsicht schon ein heikles Unterfangen.“

## Ausstellungen (Auswahl)
- 1994: Spektakel 94 Museum Ostwall, Dortmund
- 1995: Meisterschüler in westfälischen Schlössern Haus Opherdicke, Unna
- 1996: Lage der Dinge Städtisches Gustav-Lübcke-Museum, Hamm
- 1996: Skulpturenmuseum Marl, Marl
- 1997: Kunststudenten stellen aus Bundesministerium für Wissenschaft und Forschung, Kunst- und Ausstellungshalle der Bundesrepublik Deutschland, Bonn
- 1998: Schauplätze Flottmann-Hallen, Herne
- 1999: Auf der Bildfläche Heiligenkreuzerhof, Wien
- 2000: Zitadelle Spandau, Berlin
- 2001: Sammlung der Provinzial Versicherung LWL-Museum für Kunst und Kultur, Münster
- 2002: Künstler, Knöpfe II Museen der Stadt Lüdenscheid
- 2003: Galerie Elitzer Saarbrücken
- 2004: Galerie Schneider Bonn
- 2005: Mit offenem Ende Kunsthalle Recklinghausen, Recklinghausen
- 2006: Stadtbilder Tapetenfabrik, Bonn
- 2008: Forum Treppe Spitzbart Ausstellungshalle, Oberasbach/Nürnberg
- 2009: Meno parkas Galerie, Kaunas, Litauen
- 2010: Landpartie Kunstmuseum Ahlen, Ahlen
- 2011: Gocart Gallery Visby, Schweden
- 2012: Ansichten Kunstverein Ahlen[7]
- 2013: Wir wieder Hier Museum Bochum – Kunstsammlung, Bochum
- 2014: Heim kroatischer bildender Künstler, Zagreb, Kroatien
- 2015: Münsteraner Hängung II Ausstellungshalle Hawerkamp, Münster
- 2016: Schwerer Mut/Leichter Spott, Künstlerhaus Dortmund, Dortmund
- 2017: Landschaft zu Landschaft, Haus Villigst, Schwerte
- 2018: Hier und Jetzt, Gustav-Lübcke-Museum, Hamm
- 2019: Sichtweiten, Osthaus Museum Hagen, Hagen
- 2020: 8`Baltic International Watercolour Biennial, Kaunas
- 2021: Vielfalt, Galerie Münsterland, Emsdetten
- 2021: täglich gleich, no cube, Münster, Katalog: Ulrich Haarlammert[8]
- 2022: Blickfelder, WKB, Museum Schloss Moyland

## Auszeichnungen (Auswahl)
- 1994: Atelierstipendium der Stadt Münster
- 1994: Förderpreis des Landschaftsverbands Westfalen-Lippe
- 1995: Stipendium der Stiftung Kulturfonds Mecklenburg
- 1995: Italien-Stipendium der Kunstakademie Münster
- 1996: Irland-Stipendium der Stiftung Hillmoth-Gocke
- 2000: Graduiertenstipendium des Landes NRW
- 2000: Caspar von Zumbusch Preis